# Oscar Alsenfelt
Oscar Alsenfelt, född 24 juni 1987 i Lomma i Skåne, är sportchef för SDHL och tidigare professionell ishockeymålvakt.

## Sportkarriär
Alsenfelt skrev kontrakt med Växjö Lakers under säsongen 2009/2010, då han uppmärksammats av Växjös sportchef Henrik Evertsson. Han agerade då andremålvakt i Växjö, bakom den blivande Honkens trofé-vinnaren Viktor Fasth. Under säsongen 2010/2011 hade Växjö Lakers två unga målvakter i sitt lag; Alsenfelt och Christoffer Bengtsberg. Alsenfelt fick stå flest matcher och var med och förde Växjö Lakers till förstaplaceringen i HockeyAllsvenskan 2010/2011 och därefter genom Kvalserien 2011 till Elitserien i ishockey. Alsenfelt spelade sedan med MODO från Mars -December 2012 fram tills han sedan skrev ett kontrakt hos Leksands IF där han spelade fram till 2015. Alsenfelt hade sin SHL-debut som förstemålvakt tillsammans med Leksands IF säsongen 2013/14 där han spelade även säsongen därefter, Leksands IF föll dock ner till HockeyAllsvenskan igen under säsongen 2015/16 vilket även var säsongen då Alsenfelt bytte lag.
Från och med säsongen 2015/16 har Alsenfelt spelat i laget som slog ut och tog Leksands IFs plats i SHL, nämligen Malmö Redhawks. 
Sedan säsongen 2016/2017 har Alsenfelt agerat som förstemålvakt i Malmö Redhawks och vann första året med denna titel Honken Trophy.
Oscar tog även rekordet med 9 nollor hållna under grundserien med 94,5 i räddningsprocent.
Våren 2022 meddelade Malmö Redhawks att Alsenfelt inte hade någon plats i truppen, trots ett år kvar på kontraktet. Beskedet ledde fram till att Alsenfelt avslutade sin spelarkarriär och presenterades i augusti 2022 som sportchef för SDHL.